# Kerub
Keruber omtales i Det gamle testamente som en art himmelske væsener, der vogter over hellige steder. Keruber sættes til at bevogte Edens have i 1. Mosebog 3:24, og optræder i omtalen af Pagtens Ark (2. Mosebog, 25:18-20 og 37:7-9) og i forbindelse med det allerhelligste i Salomos Tempel (1. Kongebog, 6:23-29).
Keruber tænkes som fantastiske dyreskikkelser med fire ansigter (menneske, løve, tyr og ørn - tilsvarende symbolerne for de fire evangelier), som det fremgår af Ezekiels bog, kapitel 10. De har fire vinger hver; to vinger peger opad, mens to peger nedad og dækker også keruben til.
Sandsynligvis peger tanken om keruber som vogtere tilbage til de vingede tyre- og løvekolosser (der på assyrisk hed kurubu) med menneskeansigt ved indgangen til de babylonske og assyriske templer. I Tredje Enoksbog påstås det, at når Gud rider på en hurtig kerub, ser han gennem 18.000 verdener med ét blik.
Undertiden anvendes ordene "kerub" og "kerubisk" om en barnlig og buttet type engle, også kaldt putti. Disse kom på mode i 1600-tallet og passer ikke til Bibelens beskrivelser.

## Etymologi
Sprogligt kan ordet "kerub" være afledt af assyrisk karubu (= stor, mægtig) eller karabu (= at velsigne, bede); eller af aramæisk karob (= at pløje [med tanke på vingede tyre]). Ordets sproghistoriske eftervirkninger er bedre kendt. Man mener, at det oldsemitiske ord krb (= kerub) blev lånt ind i græsk i formen gryps eller grypos som betegnelse for de griffer, der dukkede op i græsk kunst på 600-tallet f.Kr. Latin overtog ordet i formen gryphus. Fra tysk Greif kom ordet ind i dansk i formerne grib og grif.
Philon mente, at kerubim betød "erkendelse og indsigts fylde". I Talmud gives ordet derimod betydningen "som et barn", hvad der måske kan forklare kerubernes senere barnlige ansigter.

## Første omtale: Syndefaldet
Allerede i 1. Mosebog 3:24 optræder keruberne ved syndefaldet, hvor Gud "drev dem ud og satte keruber øst for Edens have til at bevogte vejen til livets træ med glimtende og hvirvlende flammesværd.". I norsk og engelsk oversættelse siges om sværdet, at det "vendte sig hid og did".

## Anden omtale: Pagtens Ark
I 2. Mosebog 25:18 skildres to keruber som dekoration ved Pagtens Ark, lavet af udhamret guld: De skal "vende ansigtet mod hinanden og se ned på forsoningsstedet, og deres vinger skal være udbredt over det". (I norsk og engelsk oversættelse omtales "forsoningsstedet" som "nådestolen".)
I Det nye testamente vises til Arken i Hebræerbrevet 9:5, hvor der står, at "oven på arken var der to strålende keruber, hvis vinger var bredt ud over arkens låg, der blev kaldt forsoningsstedet".

## Tredje omtale: Salomos tempel
I 1. Kongebog beskrives, at kong Salomo i sit 4. regeringsår begyndte at rejse et tempel i Jerusalem. I kapitel 6:23-28 står det, at "i det allerhelligste rum anbragte Salomo to keruber, udskåret af vildt oliventræ" - belagt med guld.

## Fjerde omtale: Ezekiels Bog
Ezekiels Bog berettes af profeten Ezekiel, søn af Buzi, som tilhørte præsteslægten. Som 30-årig, efter fem år i eksil, befandt Ezekiel sig ved Kebarfloden i Babylonien, blandt de bortførte judæere. Her fik han en vision af Herren og hans engle. Først drev en voldsom nordenvind en stor sky foran sig under stor larm. Ud fra skyen stak flammer, "og i centrum af flammerne var der noget, der så ud som glødende metal. Midt i skyen var der fire levende væsener, der lignede mennesker, bortset fra, at hver af dem havde fire ansigter, fire arme og fire vinger. Deres ben skinnede som bronze og lignede menneskeben, men deres fødder lignede mest fødderne på en kalv." De havde arme under vingerne, og var udstyret med et menneskeansigt, der vendte fremad; et løveansigt, der vendte mod højre; et okseansigt mod venstre; og et ørneansigt, der vendte bagud. Det ene par vinger var spredt ud, så de fire væsner rørte ved hinanden med vingespidserne, mens det andet vingepar var foldet sammen ind til kroppen. De kunne bevæge sig i alle retninger uden at vende sig. Livsvæsnerne udsendte et kraftigt lys "som glødende kul eller brændende fakler, og de hoppede hurtigt frem og tilbage, så det så ud som lyn, der glimtede imellem dem." Ezekiel opdagede så et hjul på jorden under hver af dem. Hjulene skinnede som ædelsten. Der sad et andet hjul på tværs inden i hvert hjul, så de kunne bevæge sig i alle fire retninger. På kanten af hjulenes fælge sad der øjne hele vejen rundt. Hvor skabningerne bevægede sig hen, fulgte hjulene med; for deres ånd var i hjulene. Ovenover var der en hvælving, der glimtede som krystal. Vingesuset fra skabningerne lød som drønet fra et vældigt vandfald eller Guds stemme eller en fremrykkende hær. Når de standsede, sænkede de vingerne, og der lød en tordnende røst fra krystalhvælvingen oven over dem. På en trone af safir sad en skikkelse, som lignede et menneske, men viste sig at være Gud. Ifølge Ezekiel var den øverste del, fra hofterne og opefter, som glødende metal; men fra hofterne og nedefter så Gud ud til at være af ild. Rundt om ham lyste det som en regnbue på en regnvejrsdag. Ezekiel kastede sig med ansigtet mod jorden.
Denne beskrivelse har været udlagt allegorisk, med hjulene som et billede på evigheden, de fire ansigter som årstiderne osv. Endnu mere voldsomt blev Ezekiels påståede gensyn med Gud og keruberne ved templet i Jerusalem, der blev en massakre på lokalbefolkningen. Her genså han tronen af safir over kerubernes hoveder, og hørte Gud beordre en mand klædt i linned at gå ind mellem hjulene under keruberne og tage en håndfuld af de glødende kul og strø dem ud over byen. Keruberne stod angiveligt ved templets sydside, og lyset fra Gud fyldte den indre forgård. Larmen af kerubernes vingeslag kunne høres helt ud i den ydre forgård. Manden i linned tog imod kullene, keruberne rakte ham med "noget, der lignede menneskehænder". De fulgte efter den ledende kerub uden at vende sig. Denne gang oplyses, at "kerubernes krop, ryg, hænder og vinger var fulde af øjne, og det samme gjaldt hjulene. Jeg hørte, at hjulene blev kaldt "hvirvelhjul"." De flyttede sig efter keruberne; og når keruberne hævede sig i vejret, fulgte hjulene med, mens de fløj, "for deres ånd var i hjulene". Til sidst fløj de væk fra templet, men gjorde ophold ved den østlige port.
Ezekiel hævder så, at han blev fragtet til templets østport af "ånden". Der stod 25 af folkets ledere, deriblandt Pelatja, Benajas søn. Ånden udpegede dem som ansvarlige for den voksende lovløshed i Jerusalem. Angiveligt skulle de have fortalt folk, at "det ikke er tiden nu at bygge huse. Jerusalem er som en gryde over ilden, og vi sidder her som kødet." Det blev Ezekiel nu sat til at profetere imod; og mens han talte, faldt Pelatja død om. Da kastede Ezekiel sig igen med ansigtet mod jorden og råbte: "Åh, Herre, min Gud, er du så vred, at du vil udslette hele Israels folk?" Keruberne steg op i luften sammen med hjulene, med Israels Gud svævende ovenover, og sammen stillede de sig på bjerget øst for byen.